# Republica Novgorodului
Republica a Novgorodului (în limba rusă Новгородская республика) era un puternic stat medieval care se întindea de la Marea Baltică la Munții Ural și care exista între secolele al XII-lea și al XV-lea.
Tendințele separatiste ale Novgorodului față de puterea Rusiei Kievene se manifestau încă de la începutul secolului al XI-lea. Boierii din Novgorod erau principalii exponenți ai acestei tendințe, ei bucurându-se și de sprijinul orășenilor, care erau obligați să plătească tribut și să sprijine cu oaste Kievul. La începutul secolului al XII-lea, Novgorodul începea să invite diferiți principi să conducă orașul fără a mai consulta pe Marele Cneaz din Kiev așa cum ar fi cerut relațiile de vasalitate dintre centru și provincie. În 1136, boierii și marii negustori cucereau independența politică a orașului și ținuturilor înconjurătoare. Orașe precum Staraia Russa, Ladoga, Torjok și Oreșek, care aveau pe lângă ele posade puternice, se bucurau de o largă independență politică și erau considerate vasalii Marelui Novgorod. Orașul Pskov era parte a Republicii a Novgorodului în secolele al XII-lea și al XIII-lea, dar începea să se îndepărteze treptat de centru. Independența de jure a Pskovului era recunoscută în 1348. În cele trei secole de existență, Republica Novgorodului se extindea mult spre est și nord. Novgorodenii exploatau zonele din jurul lacului Onega, de-a lungul râului Dvina de Nord până pe coastele Mării Albe.
Triburile ugrice, care locuiau în nordul Uralilor, erau obligate să plătească tribut Novgorodului. Novgorodul avea ca principale bogății blănurile, sarea, ceara de albine și peștele.

## Organizarea internă
Cea mai înaltă autoritate în Republica Novgorodului era vecea (adunarea populară), în care își găseau loc reprezentanții orășenilor și ai țăranilor liberi. Aceste adunări elective puteau alege posadnicii (guvernatorii), "tisiațkii" ("comandanții peste o mie de oameni") și, începând din 1156, chiar și arhiepiscopii. 
Arhiepiscopul, ales doar din rândurile boierilor bogați, era șeful guvernului și cel mai puternic stăpân feudal al Novgorodului, care stăpânea cea mai mare parte a pământurilor și a surselor de venit, care-i fuseseră cedate de către Marele Cneaz  al Kievului. Arhiepiscopul era responsabil de bugetul local și de relațiile externe și avea și puteri judecătorești.
Negustorii și meșteșugarii de rând participau la viața politică internă a Marelui Novgorod. Ei erau organizați în bresle și erau împărțiți în konciane (кончане – locuitori ai mahalalelor), uliciane (уличанe – locuitori ai aceleiași străzi) și sotnii (сотни – grupe de câte o sută). (Vezi și:  Suta lui Ivan, prima breaslă rusă.) Începând cu secolul al XII-lea, starostii acestor bresle obțineau dreptul de a ratifica cele mai importante hotărâri ale republicii. 
Conducătorul Novgorodului era un cneaz din principatele învecinate, invitat de vecea orașului să fie în fruntea republicii. Între cele două părți (cneaz și oraș) se semna un contract numit riad (ряд). Acest contract apăra interesele boierilor Novgorodului. Îndatoririle cârmuitorului Novgorodului erau limitate. În primul rând el era conducătorul militar suprem. Nu se bucura însă de dreptul de a judeca. Orașul era guvernat de posadnici aleși prin vot, care erau mediatori între poporul de rând și principele Novgorodului – cneazul. Reședința oficială a cneazului era o vreme kremlinul orașului , Detineț, (Детинец  – tradus aproximativ prin Orășel), pentru ca apoi să fie mutată în suburbia Gorodișce (Городище – Mărginime, Periferie). Începând cu mijlocul secolului al XIII-lea, mai precis cu Alexandr Nevski, conducătorii Novgorodului erau aleși doar din rândul cnejilor din Vladimir.

## Economia

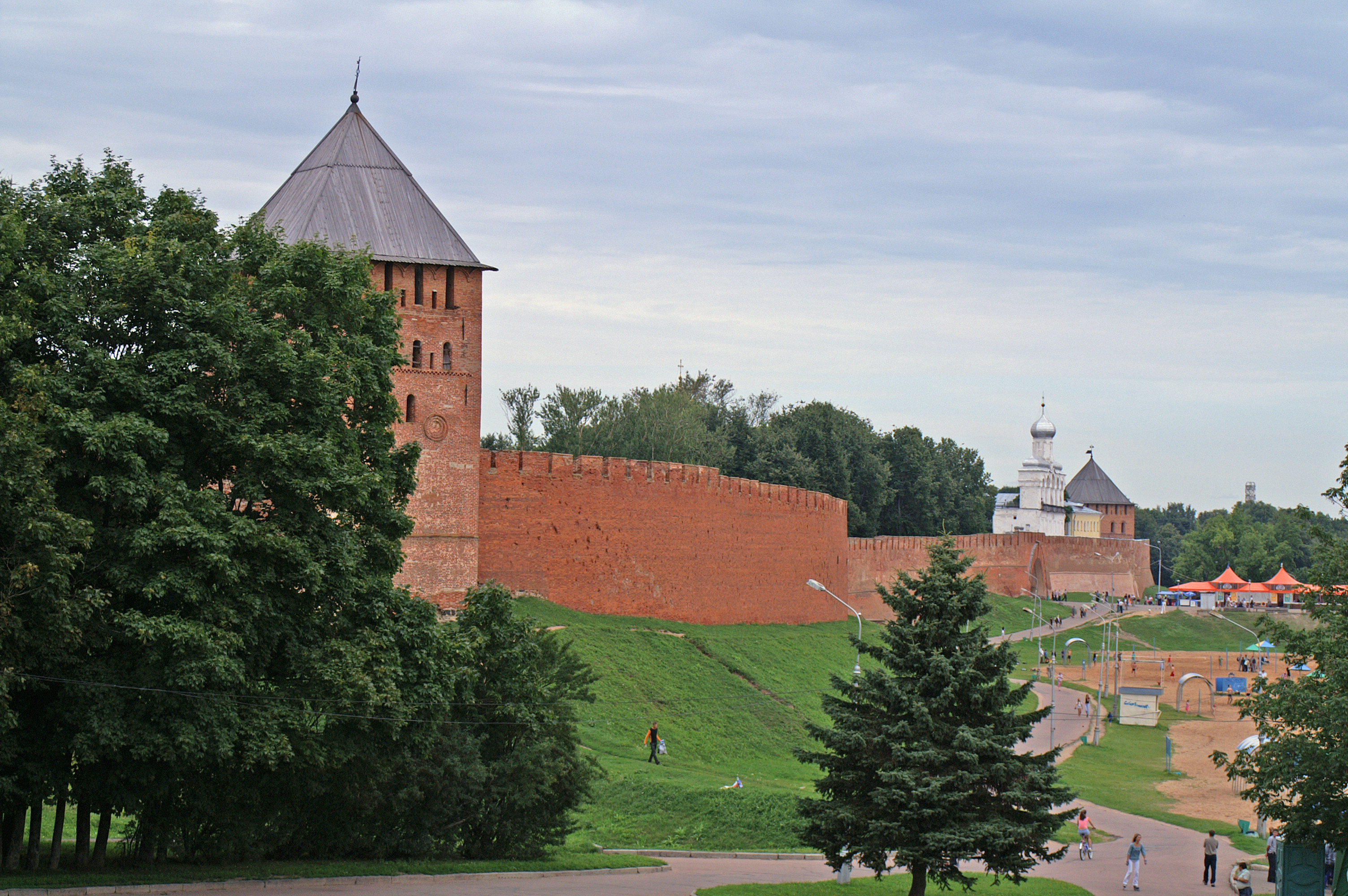
Zidurile medievale ale oraşului Novgorod

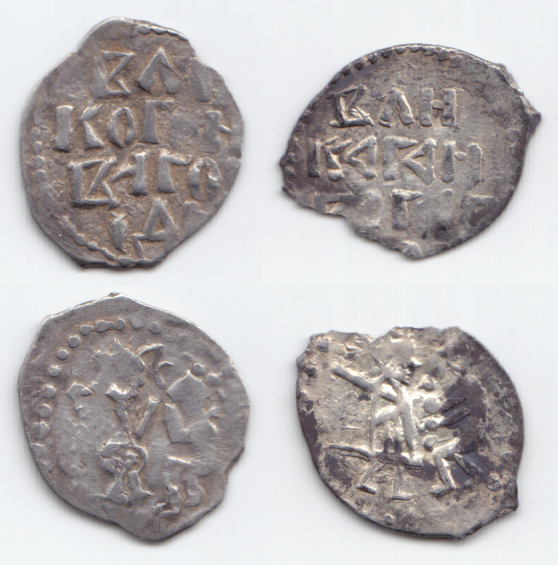
Monede ale Republicii Novgorod, 1420-1478

Economia Republicii Novgorodului era bazată în principal pe agricultură – cultivarea pământului și creșterea animalelor – dar și pe vânătoare, apicultură și pescuit ocupații complementare ale țăranilor. Pe țarmul Golfului Finlandei erau exploatate mine de fier. La Staraia Russa și în alte câteva localități erau exploatate saline. Cultivarea inului și a hameiului avea de asemenea mare importanță. Novgorodul exporta în alte principate rusești, sau în alte țări, blănuri, ceară de albine, miere, pește, untură, in și hamei. Existau relații economice stabile cu orașele daneze, suedeze și germane.
Mai mult de jumătate din pământurile private ale Novgorodului erau concentrate în mâinile a 30 – 40 de familii boierești. Aceste proprietăți întinse erau folosite ca sursă de îmbogățire și ca bază politică a boierilor. Casa Sfintei Sofia (Собор святой Софии) – principala organizație bisericească a Novgorodului – era al doilea proprietar de terenuri agricole. Marile moșii bisericești și mânăstirești, (votcina), ocupau terenurile cele mai fertile în cele mai bine dezvoltate regiuni ale țării. Pământ se mai afla în proprietatea țăranilor mijlocași jitii liudi (житьи люди), și în proprietatea țăranilor de rând svoezemțî (своеземцы). Cea mai obișnuită formă de exploatare a pamânturilor era arenda în parte, prin care proprietarii dădeau în folosință lucrătorilor terenurile agricole în schimbul a jumătate din recoltă. Economia casnică se baza pe munca holopilor (persoane dependente, al cărui statut legal era asemănător cu cel al sclavilor). În timp, numărul holopilor scădea în mod constant, crescând rolul economic al iobagilor. Alături de exploatarea în parte, arendășia cu plata în bani lichizi începea să capete o tot mai mare importanță, în special în a doua jumătate a secolului al XV-lea.
Stăpânii feudali încercau să obțină legi pentru legarea de glie a țăranilor. Anumite categorii de țărani dependenți – așa cum erau давние люди (davinie liudi), половники (polovimki), поручники (poruciniki), должники (doljiniki) – nu aveau dreptul să părăsească moșiile stăpânilor lor. Boierii și mânăstirile încercau de asemenea să îngrădească dreptul altor categorii de țărani de a-și schimba stăpânul feudal. Astfel de încercări au dus la numeroase răscoale armate, cele mai importante având loc în anii 1136, 1207, 1228-1229, 1270, 1418 și 1446-1447. Fuga de pe moșii, refuzul de plată al obligațiilor feudale, revoltele locale și alte forme de protest antifeudal erau fenomene obișnuite în Republica Novgorodului.
Novgorodul este considerat a fi locul de naștere a primelor erezii din Rusia.

## Relațiile externe
Republica Novgorodului lupta împotriva agresiunilor suedezilor și germanilor. Începând din secolul al XII-lea, suedezii au cucerit teritoriile finlandeze, unde o parte a populației plătise până atunci tribut Novgorodului. Germanii începuseră atacurile pentru cucerirea regiunii Baltice la sfârșitul secolului al XII-lea. Novgorodul a purtat 26 de războaie cu suedezii și 11 războaie cu Frații armatei lui Cristos. Profitând de invazia mongolilor, cavalerii germani, aliați cu nobilii războinici din Danemarca și Suedia își sporeau eforturile războinice împotriva Novgorodului în 1240-1242, încercând să cucerească chiar teritorii ale republicii. Ca urmare a înfrângerilor din bătălia de pe râul Nerva (1240) și din bătălia de pe gheață (1242), campania de cuceriri s-a dovedit un eșec. Optzeci de ani mai târziu, pe 12 august 1323, era semnat primul tratat de frontieră ruso-suedezo-finlandez – Tratatul de la Nöteborg.
Armata Novgorodului reușea să facă față atacurilor mongolilor din timpul invaziilor hoardelor tătătrești dar, deși republica își păstra independența, era nevoită să plătească tribut hanilor Hoardei de Aur.

## Prăbușirea Republicii Novgorodului

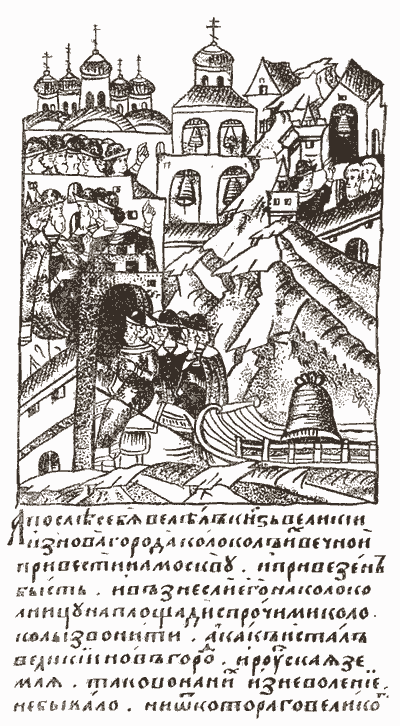
Demontarea clopotului vecei din Novgorod pentru a fi mutat la Moscova, 1478.

Tverul, Moscova și Marele Ducat al Lituaniei încercau să cucerească Republica Novgorodului începând din secolul al XIV-lea. Până să devină Mare Cneaz al Novgorodului, Cneazul Tverului Mihail Iaroslavici își trimitea ajutoarele în oraș fără să consulte mai întâi vecea cetățenilor. Acest incident i-a făcut pe novgorodeni să strângă legăturile cu Moscova rivală. Ivan Kalita, Simeon Gordîi și alți prinți ai Moscovei încercau să limiteze independența Novgorodului. În 1397, a izbucnit un conflict între Principatul Moscovei și Republica Novgorodului din cauza anexării de către moscoviți a zonei traversate de Dvina de Nord. În 1398, totuși, acest teritoriu era returnat Novgorodului. Pentru a face fată presiunilor Moscovei, Novgorodul căuta să închege o alianță cu Lituania, devenind astfel un obstacol în campania de eliminare a diviziunilor feudale ale rusilor. Boierii novgorodeni încercau să-și păstreze privilegiile incorporând Republica în Marele Ducat al Lituaniei și mai apoi în noua uniune polono-lituaniană. Partizanii acestei uniri era un grup de boieri cunoscuți cu numele de Partidul Lituanian. La inițiativa acestui partid, conducătorii orașului l-au invitat pe prințul Mihail Olelkovici să devină cneazul lor. Guvernul Novgorodului a semnat o alianță cu Marele Duce Lituanian Casimir al IV-lea. Perspectiva schimbării puterii suzerane producea mari frământări în rândurile oamenilor de rând ai republicii. Autoritățile moscovite se foloseau de aceste frământări și atacau Republica Novgorodului. Armata Moscovei a ieșit învingătoare în bătălia de la Șelon din 1471, victorie care a grăbit eliminarea oricărei urme de independență a Novgorodului. În 1478, țarul Ivan cel Mare anexa Novgorodul, care înceta să mai existe ca o entitate statală independentă.